# Groupe aérien mixte 56 Vaucluse
Le groupe aérien mixte 56 Vaucluse est une unité de transport de l'Armée de l'air française. Cette unité est créée sous le nom d'Escadrille de Liaison aérienne (ELA) 1/56 à Alger en février 1944, avant de devenir en 1967 le Groupe aérien mixte 56 Vaucluse. 
Unité militaire peu connue car secrète, elle est l'unité de transport aérien et de liaison des services spéciaux français, le SDECE puis aujourd'hui la Direction générale de la Sécurité extérieure (DGSE). Elle est essentiellement utilisée par le Service Action. L'essentiel de son fonctionnement ou de ses activités reste secret.
D'abord stationnée à la base aérienne 218 de Persan-Beaumont, elle est attachée depuis 1967 à la base aérienne 105 d'Évreux.

## Histoire

### L'ELA 1/56

#### Origine
L'unité est née de la volonté du Général de Gaulle de disposer d'une escadrille de missions spéciales indépendante des Britanniques. Le Bureau central de renseignements et d'action crée une unité en février 1944 avec deux avions Westland Lysander récupérés au Moyen-Orient auprès de la Royal Air Force. Constituée à Alger, l'escadrille travaille groupée avec le 148th Squadron of special duties du Royal Air Force Special Duties Service (en) britannique, à partir de Brindisi, puis de la Corse pour préparer puis participer au débarquement de Provence, en août 1944.
Elle est décorée le 22 août 1946 de la croix de guerre 1939-1945.

#### Organisation
En septembre 1944, l'unité stationne à l’aéroport du Bourget et le 1er mai 1945 devient l'ELA 1/56. Début 1946, l'unité s’installe à Persan-Beaumont.
Elle est commandée par Boris Delocque-Fourcaud, le créateur de cette formation qui devient la branche aérienne du « Service Action » du SDECE, le service de renseignement extérieur français créé à la fin de la guerre. Tous les pilotes qu’il a sous ses ordres à Persan ont fait leurs preuves durant le conflit : Roger Laty, Christophe Delmer ou encore Gabriel Mertzisen (dit « Gaby »), pilote de chasse du Normandie-Niemen. 
L'escadrille dispose d'une quinzaine d’avions, souvent des modèles anciens, à la robustesse éprouvée : Junkers Ju 52, Douglas C-47 Dakota, Fairey Barracuda, Siebel 204, Westland Lysander, Hurel-Dubois HD-321, Messerschmitt Bf 108, Fieseler Storch. 
En 1950, Robert Roussillat, ancien des Forces aériennes françaises libres (FAFL) prend le commandement de la base aérienne de Persan-Beaumont. Il quitte son commandement après avoir été impliqué dans la mort d'une jeune spectatrice lors d'un meeting aérien organisé à Saumur en août 1953. Charles Christienne, son camarade de l'École de l'Air et son navigateur pendant la guerre sur le « Ville de Lorient » au groupe de bombardement Lorraine, lui succède. Charles Christienne conserve ce poste jusqu'en octobre 1956. Il a pour successeur le commandant Fernand Nourigat.
L'année 1956 voit l'affectation d'un Hurel-Dubois HD-321 et de plusieurs Broussard. Des Nord 2501 Noratlas sont basés à Persan-Beaumont de 1963 jusqu'à la fermeture de la base en 1967. 
L'ELA 1/56 est dissoute le 31 octobre 1967. L'unité devient le GAM 56 et stationne à la Base aérienne 105 Évreux-Fauville.

#### L’opération Minos
L'une des opérations les plus secrètes est poursuivie entre 1949 à 1954. Le SDECE dépose clandestinement des agents de renseignement dans les différents pays de l'Est, derrière le rideau de fer. Ces volontaires avaient été recrutés dans des camps de réfugiés d’Allemagne de l’Ouest. Ils avaient été ensuite formés par le SDECE dans des centres d’instruction camouflés dans la banlieue parisienne. 
Parachutés de nuit dans leur pays d’origine avec tout le matériel nécessaire, ils devaient chercher à organiser des réseaux de renseignement. Si aucun pilote n'est tué en mission, le capitaine Gabriel Mertzisen, vétéran du Normandie-Niemen, et le sergent-chef Gérard Farcy meurent lors d’un vol d’entraînement de nuit avec un Barracuda, accompli près de Lhar dans la zone d'occupation française en Allemagne le 30 septembre 1951.

### Le GAM 56
Ses appareils sont transférés au Groupe Aérien Mixte (GAM) 56 Vaucluse, créé sur la Base aérienne 105 d'Evreux. Le GAM 56 comprend des avions et des hélicoptères, ce qui explique la mention « Mixte ». Le 1er janvier 1969, le GAM 56 est rattaché au commandement du transport aérien militaire. 
L'unité dépend administrativement du commandement des forces aériennes (CFA) et est placée pour emploi aux ordres de la Direction des opérations de la DGSE. 

#### Les opérations en Libye
En 2012, l'unité reçoit la croix de la valeur militaire avec palme de bronze, à la suite des opérations sur le front libyen l'année précédente. Durant la guerre de Libye, le GAM 56 se trouve fortement mis à contribution pour transporter des personnalités libyennes (Conseil national de transition) hors du pays et pour livrer des armes aux rebelles, notamment en les parachutant dans le Djebel Nefoussa.

## Moyens

### Bases aériennes
De 1946 à 1967, l'unité est stationnée à la base aérienne 218 de Persan-Baumont. Depuis 1967, l'unité est stationnée à la base aérienne 105 d'Evreux, dans une enceinte spécialement protégée.
Le GAM 56 utilise d'autres aérodromes, dont le terrain militaire de Perpignan-la-Salanque et sa station d'écoute de la DGSE à Saint-Laurent-de-la-Salanque. Le terrain sert à l'entrainement pour le centre parachutiste d’instruction spécialisé du Service Action.

### Appareils
À ses origines, la flotte de l'ELA 56 était hétéroclite et peu opérationnelle. En mars 1948, le parc est composé (nombre d'avions disponibles entre parenthèses) de :
- Amiot AAC.1 Toucan (Junkers 52/3m) : 3 (3)
- Caudron C.445 Goéland : 4 (3)
- Morane-Saulnier MS.500/502 Criquet : 4 (0)
- SNCAN Nord 1000 Pingouin : 1 (1)
- Martin Baltimore : 2 (1)
- Bücker Bü 181 : 1 (0)
- Westland Lysander : 1 (0)
- Fairey Barracuda : 10 (réceptionné en mars 1948, les derniers retirés le 19 août 1954).

Le GAM 56 est doté[Quand ?] d'hélicoptères Caracal, de C-130H et Twin Otter (trois exemplaires).
Deux hélicoptères H225M Super Puma auparavant en service, jusqu'en 2017, dans la flottille 32F de la Marine nationale lui ont été transférés.

### Incidents signalés
L'unité connait plusieurs accidents aériens dans les années 2010 : un mécanicien navigant de Cougar est mort en mars 2011, ainsi que trois autres membres de l'unité ou de la DGSE dans un crash d'hélicoptère en Libye en juillet 2016.
Le crash de l'avion de CAE Aviation, un Fairchild SA 227 Merlin IV, au décollage de l'aéroport international de Luqa, à Malte, le 24 octobre 2016, est sans doute imputable aux activités du GAM 56. Les cinq personnes à bord meurent sur le coup. Le pilote et le copilote étaient des salariés de CAE-Aviation et d’après certaines sources de jeunes retraités de l'unité. Les trois passagers étaient des agents de la DGSE, ainsi que l'a annoncé le ministère français de la Défense. L’avion était affrété par le gouvernement français pour des missions de surveillance en mer Méditerranée,.

### Drapeau
Le drapeau du GAM 56 reprend les armoiries de la ville d'Avignon avec leurs trois clés d'or et un rapace qui les survole. En héraldique : de gueules à trois clefs d'or posées en face l'une sur l'autre, au chef de sable chargé d'un épervier d'or au vol en barre.
À côté de la croix de la valeur militaire, se trouve également la Croix de guerre 1939-1945 avec étoile de bronze.